# Chlamydomonas reinhardtii
Chlamydomonas reinhardtii – jednokomórkowa, owalna zielenica o średnicy 10 μm, pływająca przy pomocy dwóch wici.
Występowanie i budowa podobna do innych gatunków zielenic rodzaju zawłotnia (Chlamydomonas). Występuje pospolicie w wodach słodkich, wilgotnych glebach.
Chlamydomonas reinhardtii posiada jeden, miseczkowaty, zajmujący ponad 50% objętości komórki chloroplast, który zawiera widoczny w obrazie mikroskopowym pirenoid. Energię w świetle zdobywa poprzez fotosyntezę. W ciemności wykorzystuje octan jako źródło energii i węgla.
W nietypowych środowiskach, ubogich w siarkę oraz tlen, ale bogatych w miedź, jej chloroplast może przełączyć szlak fotofosforylacji i wytwarzać wodór. Prowadzone są prace nad selekcją warunków i modyfikacją genetyczną by zwiększyć wytwarzanie wodoru w celu przemysłowej produkcji biowodoru. Glony są obiecującymi organizmami do produkcji trzeciej generacji biopaliw jednak bezpośrednia produkcja wodoru przez biofotolizę jest ciekawym rozwiązaniem bowiem pozwala omijać problemy z dokarmianiem CO2 glonów w fotoreaktorze.
Szczep CC-125 wild-type (mt+) c137 wyizolowany w 1945 r. z próbek gleby pobranych z pola ziemniaczanego w pobliżu Amherst, Massachusetts, USA jest jednym z modelowych organizmów badań biologicznych.

## Genetyka
W C. reinhardtii cyklu rozwojowym dominuje stadium haplofitowe. Jądrowy genom zawiera 1.6 Mb DNA w 17 chromosomach. 1.2 Mb sekwencja genomu została opublikowana w 2007 r.
W plastydzie zawiera 203395 par zasad (bp) chloroplastowego DNA (chlDNA).